# Supercoppa di Germania 2015
La Supercoppa di Germania 2015 (ufficialmente DFL-Supercup 2015) è stata la sedicesima edizione della Supercoppa di Germania.
Si è svolta il 1º agosto 2015 alla Volkswagen Arena di Wolfsburg tra il Bayern Monaco, vincitore della Bundesliga 2014-2015, e il Wolfsburg, vincitore della Coppa di Germania 2014-2015.
A vincere il trofeo è stato per la prima volta nella propria storia il Wolfsburg, che è stato in grado di superare gli avversari ai tiri di rigore dopo che i tempi regolamentari si erano conclusi sull'1-1.

## Partecipanti
| Squadre       | Qualificazione                              | Partecipazioni precedenti (il grassetto indica la vittoria) |
| ------------- | ------------------------------------------- | ----------------------------------------------------------- |
| Wolfsburg     | Vincitore della Coppa di Germania 2014-2015 | Nessuna                                                     |
| Bayern Monaco | Vincitore della Bundesliga 2014-2015        | 8 (1987, 1989, 1990, 1994, 2010, 2012, 2013, 2014)          |

## Tabellino
| Arbitro: | Marco Fritz (Korb) |

|                                             |                      |                                   |
| Bendtner 89’                                | Marcatori            | 49’ Robben                        |
| Rodríguez De Bruyne Schürrle Kruse Bendtner | Tiri di rigore 5 – 4 | Vidal X. Alonso Robben Lahm Costa |

| Wolfsburg | Bayern Monaco |

| P               | 28 | Koen Casteels     |     |     |
| D               | 8  | Vieirinha         |     |     |
| D               | 25 | Naldo (c)         | 71’ |     |
| D               | 5  | Timm Klose        |     |     |
| D               | 34 | Ricardo Rodríguez |     |     |
| C               | 23 | Josuha Guilavogui | 35’ |     |
| C               | 27 | Maximilian Arnold |     |     |
| C               | 7  | Daniel Caligiuri  |     | 63’ |
| C               | 14 | Kevin De Bruyne   |     |     |
| C               | 9  | Ivan Perišić      | 77’ | 70’ |
| A               | 12 | Bas Dost          |     | 70’ |
| A disposizione: |    |                   |     |     |
| P               | 20 | Max Grün          |     |     |
| D               | 4  | Marcel Schäfer    |     |     |
| D               | 15 | Christian Träsch  |     |     |
| D               | 31 | Robin Knoche      |     |     |
| C               | 17 | André Schürrle    |     | 63’ |
| A               | 3  | Nicklas Bendtner  |     | 70’ |
| A               | 11 | Max Kruse         |     | 70’ |
| Allenatore:     |    |                   |     |     |
| Dieter Hecking  |    |                   |     |     |

| P               | 1  | Manuel Neuer       |     |     |
| D               | 5  | Mehdi Benatia      |     |     |
| D               | 17 | Jérôme Boateng     |     |     |
| D               | 27 | David Alaba        |     |     |
| C               | 21 | Philipp Lahm (c)   |     |     |
| C               | 14 | Xabi Alonso        |     |     |
| C               | 6  | Thiago             |     | 74’ |
| A               | 10 | Arjen Robben       |     |     |
| A               | 11 | Douglas Costa      | 21’ |     |
| A               | 25 | Thomas Müller      |     | 84’ |
| A               | 9  | Robert Lewandowski |     | 72’ |
| A disposizione: |    |                    |     |     |
| P               | 26 | Sven Ulreich       |     |     |
| D               | 13 | Rafinha            |     | 72’ |
| D               | 18 | Juan Bernat        |     |     |
| C               | 19 | Mario Götze        |     | 84’ |
| C               | 20 | Sebastian Rode     |     |     |
| C               | 23 | Arturo Vidal       | 82’ | 74’ |
| C               | 32 | Joshua Kimmich     |     |     |
| Allenatore:     |    |                    |     |     |
| Josep Guardiola |    |                    |     |     |